# Buellia badia
Buellia badia (паразитски лишај) је тамни чоколадно браон лишај рапрострањен у Европи, северној Африци и северној Америци који паразитира на другим лишајевима као што је Aspicilia phaea, а затим расте самостално на стенама (а понекад и на тврдом дрвећу). Ареоли могу бити суседни или распршени.Пречник апотеције je 3−9 мм са црним дисковима, који су у почетку равни, а потом постају снажно конвексни како старе. По изгледу је и на друге начине је чоколадно смеђа Dimelaena californica, такође почиње као паразит на осталим лишајевима и има споре сличног облика, величине и унутрашње конструкције.D. californica није пронађена на дрвету, више је слична лишајевима који почињу да расту на Dimeleana radiate и поседује киселину као секундарни метаболит. Неки мисле да их треба укључити у нови, трећи род.